# Kuhlen-Wendorf
Kuhlen-Wendorf est une municipalité allemande du land de Mecklembourg-Poméranie-Occidentale et l'arrondissement de Ludwigslust-Parchim.

## Personnalités liées à la ville
- Günther Uecker (1930-2025), artiste né à Wendorf.
- Theodor Hoffmann (1935-2018), homme politique né à Gustävel.